# کارل آرندت
کارل آرندت(به آلمانی: Karl Arndt) (زاده ۱۰ مارس ۱۸۹۲ - مرگ ۳۰ دسامبر ۱۹۸۱) یک ژنرال آلمانی در دوره رایش سوم و فرمانده لشکر ۲۹۳ و ۳۵۹ پیاده ورماخت بود.